# Barbula (Moos)
Die Gattung Barbula, auf Deutsch manchmal Bärtchenmoose genannt, ist eine Moos-Gattung aus der Familie Pottiaceae, die viele relativ unauffällige Erd- und Gesteinsmoose enthält. Es handelt sich vermutlich um eine polyphyletische Sammelgattung.

## Beschreibung
Es handelt sich um meist recht niedrige (0,5 cm bis 3 cm hohe), aufrecht wachsende Moose mit deutlichen Stämmchen, die oft große Polster oder Rasen auf dem Substrat bilden.
Die Blätter sind meist lanzettlich, bei einigen Arten auch zungenförmig. In trockenem Zustand sind die Blätter gerade oder schwach verbogen, aber nicht gekräuselt. Die Mittelrippe reicht bis in die Blattspitze oder tritt kurz aus, jedoch nicht als hyalines Glashaar. Die Laminazellen sind im unteren Teil der Blätter rechteckig, im oberen rundlich bis quadratisch und trüb grün.
Die Kapsel, die auf einer langen, gelblichen oder rötlichen Seta steht, ist zylindrisch und aufrecht. Ihr Peristom besteht aus langen, meist gedrehten Zähnen. Die Kalyptra ist kappenförmig. Viele Arten vermehren sich aber auch vegetativ durch Rhizoidgemmen.

## Verbreitung und Standortansprüche
Die Gattung ist kosmopolitisch verbreitet.
Die meisten Arten wachsen auf Erde oder Gestein, wobei viele Arten kalkhaltiges Gestein oder kalkhaltige Böden vorziehen.

## Systematik und Arten
Wie in der Familie Pottiaceae nicht selten ist die Abgrenzung der Gattung umstritten. Barbula im weiteren Sinn umfasst weltweit mehr als 300 Arten. Demgegenüber wird derzeit meist ein Teil aufgrund von Merkmalen des Peristoms und der Blattrippe sowie auf Grund von Molekulardaten in eigene Gattungen (Didymodon, Pseudocrossidium) ausgegliedert. Der Systematik nach Stech & Frey entsprechend wird diese Aufteilung hier mitvollzogen.
Weltweit besteht die Gattung Barbula (im engeren Sinn) aus rund 200 Arten. In Deutschland, Österreich und der Schweiz sind die folgenden Arten vertreten:
- Barbula amplexifolia
- Barbula bicolor
- Barbula convoluta
- Sumpf-Bärtchenmoos (Barbula crocea)
- Barbula enderesii
- Gespitztblättriges Bärtchenmoos (Barbula unguiculata)